# Sidney Sokhona
Sidney Sokhona né en 1949 est un réalisateur et une personnalité politique mauritanienne.

## Biographie
Sidney Sokhona natif de Tachott, arrive à Paris l'âge de 14 ans. 
Intéressé par le cinéma, il étudie pendant un an à l'École nationale supérieure Louis-Lumière. Il s'inscrit ensuite à Vincennes. Il collabore avec Serge Le Péron et Jean-Henri Roger. Il est assistant bénévole de Jean Rouch sur Petit à Petit et de Med Hondo sur les Bicots nègres, vos voisins. Il gagne sa vie en réparant les installations téléphoniques. Il habite avec ses camarades immigrés dans un foyer, rue Riquet.
De 1972 à 1975, il tourne son premier long métrage, Nationalité : Immigré. Dans ce film, il raconte l'immigration de l'intérieur, telle qu'il l'a vécue. Le tournage du film s'étend sur trois ans, pour cause de budget. Sidney Sokhona reçoit le soutien de Jean Rouch : il lui prête un local à la Cinémathèque française. Danièle Tessier participe au montage.
Le film mêle documentaire et fiction surréaliste. Sidney Sokhana joue lui-même le rôle principal d'un immigré participant à une grève des loyers, rue Riquet.
En 1978, il réalise son deuxième et dernier long-métrage Safrana ou le droit à la parole. Dans ce récit, on suit quatre ouvriers africains qui vivent à Paris. Ils décident d'apprendre des techniques qui peuvent leur servir dans leurs pays respectifs. Ils partent faire un stage de formation agricole en Côte-d'Or.
Sidney Sokhona écrit sur le cinéma africain pour les Cahiers du Cinéma, « l'Afrique a été colonisée, et son cinéma aussi. [...]les cinéastes africains commencent à élaborer des plans de bataille pour  l'indépendance cinématographique ».
Ensuite, il abandonne le cinéma. De retour en Mauritanie, il s'engage en politique. En 2020, il est vice président de l’Assemblée Nationale.

## Films
- Nationalité : Immigré, 16mm, noir et blanc, 90 min, 1975
- Safrana ou le droit à la parole, 35mm, couleur, 100 min, 1977

## Prix
- Prix spécial du jury, 1976, 5ème FESPACO , Ouagadougou, Burkina Faso, 1976
- Prix Georges-Sadoul, Paris, 1975